# Hans Fischer (Musikpädagoge)
Hans Fischer (* 17. September 1899 in Berlin; † 3. Juli 1962 ebenda) war ein deutscher Musikpädagoge, Musikwissenschaftler und Komponist.

## Leben und Werk
Hans Fischer studierte in Berlin an der Universität der Künste Berlin und an der Akademie für Schul- und Kirchenmusik bei Johannes Wolf, Curt Sachs und bei Max Friedländer.
Nach 1923 war Hans Fischer Mitarbeiter von Leo Kestenberg am Zentralinstitut für Erziehung und Unterricht. Von 1926 bis 1929 und wieder von 1948 bis 1962 wirke er als Musikstudienrat in Berlin. Am 29. Januar 1940 beantragte er die Aufnahme in die NSDAP und wurde zum 1. April desselben Jahres aufgenommen (Mitgliedsnummer 7.617.651).
Hans Fischer schrieb mehrere Schulmusikkompositionen, Lieder und Chöre. Er veröffentlichte einige musikpädagogische Arbeiten. Er war Mitherausgeber der „Musikalischen Formen in historischen Reihen“, der „Beiträge zur Schulmusik“ und des „Handbuchs der Musikerziehung“.